# سرای عزیزالله‌اف
سرای عزیزالله‌اف مربوط به دوره پهلوی اول است و در مشهد، حرم رضا، کوچه عباس قلی خان واقع شده و این اثر در تاریخ ۱۰ مهر ۱۳۸۰ با شمارهٔ ثبت ۴۰۳۰ به‌عنوان یکی از آثار ملی ایران به ثبت رسیده‌است.